# Mastophora obtusa
Mastophora obtusa là một loài nhện trong họ Araneidae.
Loài này thuộc chi Mastophora. Mastophora obtusa được Cândido Firmino de Mello-Leitão miêu tả năm 1936.